# Étfalvazoltán

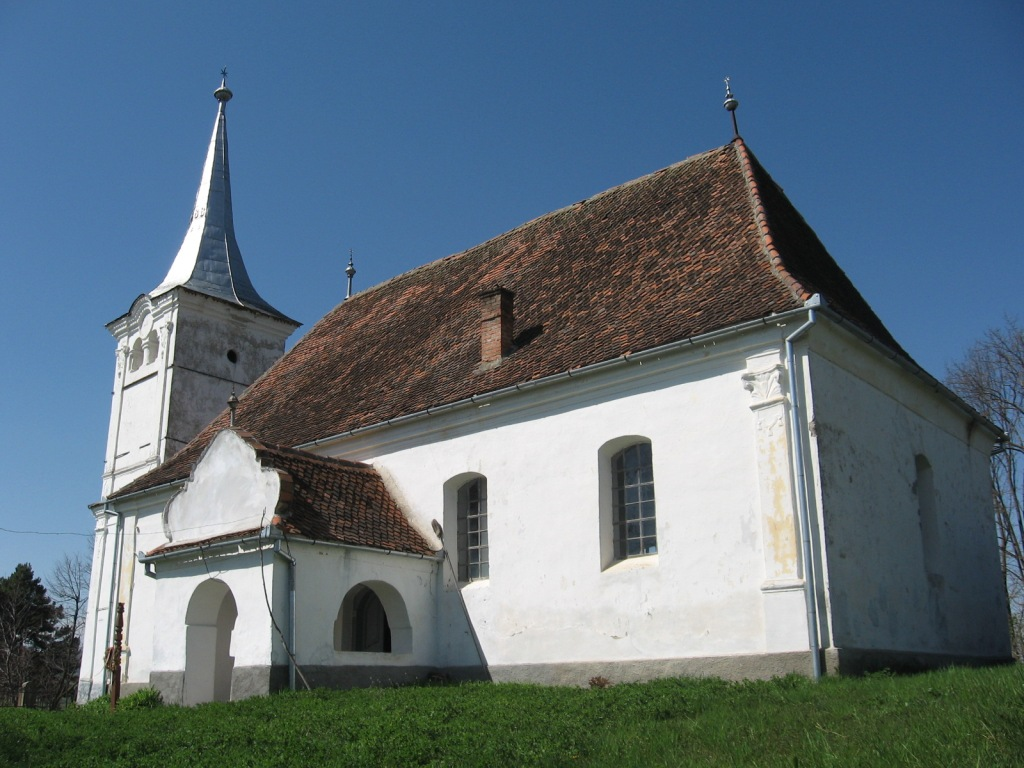
Református templom, Étfalva

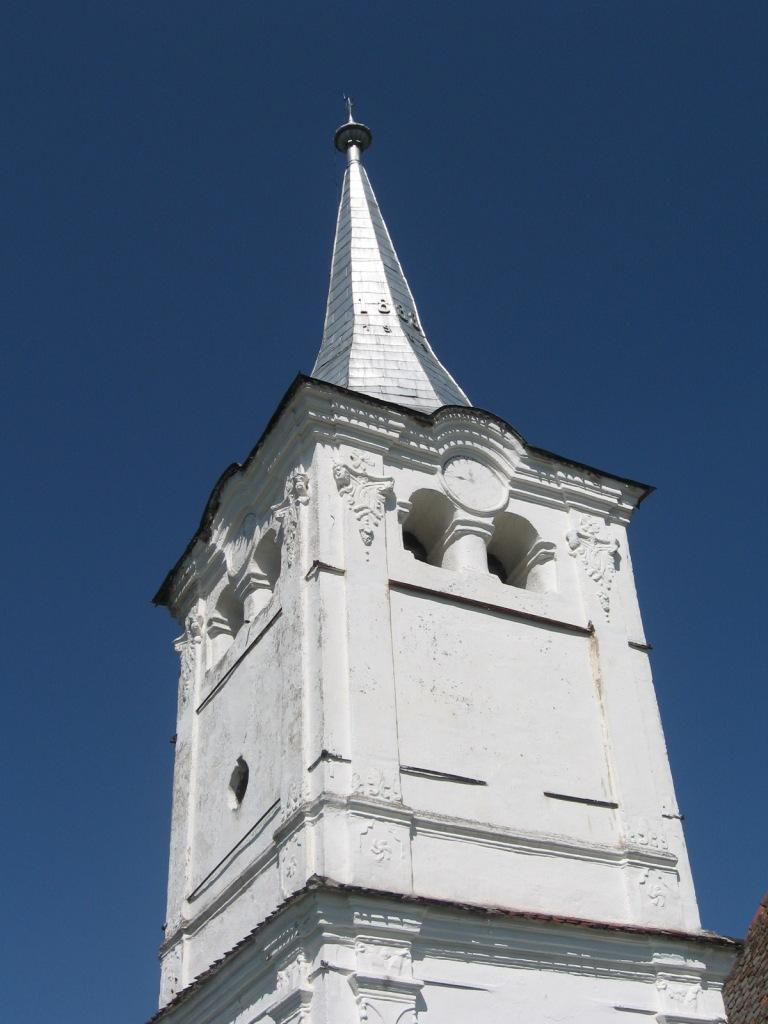
Templomtorony

Étfalvazoltán (románul: Zoltan) falu Romániában, Kovászna megyében. Közigazgatásilag Gidófalva községhez tartozik.

## Története
1900-tól szerepel Étfalva (Etfalău) és Zoltán (Zoltan) egyesített néven. Az 1920. június 4-én kötött trianoni békeszerződésig Háromszék vármegye Sepsi járásához tartozott.

## Népessége
1920-ban 463 magyar lakosa volt, 1992-ben 380 lakosából 375 magyar és 5 román.

## Híres emberek
- Étfalván született Szakács Andor (1865–1924) színész, rendező.

## Látnivalók
- A Czirjék család egykori kúriájának kapuja, amelyet 2010-ben újítottak fel.[2]